# アンドレス・トーレス
アンドレス・ユンゴ・トーレス・フェリシアーノ（Andrés Yungo Torres Feliciano、1978年1月26日 - ）は、プエルトリコ出身のプロ野球選手（外野手）。右投両打。

## 経歴

### プロ入り前
1978年にニュージャージー州パターソンで生まれる。1歳のときに家族でプエルトリコのアグアダへ移住した。
早くから野球を始めていたが、本気でプロ野球選手を目指すようになったのは18歳頃だという。
高校卒業後はマイアミ・デイド・コミュニティ・カレッジ（Miami Dade Community College）に進学。在学中は陸上の短距離走でも活躍し、100m走の自己ベストは10秒37だった。1997年にフロリダ・マーリンズ（現マイアミ・マーリンズ）から23巡目でドラフト指名されるが、契約にはいたらなかった。

### プロ入りとタイガース時代
1998年のMLBドラフトでデトロイト・タイガースに4巡目で指名され、入団した。
2002年4月7日のクリーブランド・インディアンス戦でメジャーデビューを果たした。この年にADHDの診断を受け、投薬による治療を開始した。現在はADHDのスポークスパーソンとしても活動している。
2004年の4月22日にタイガースを戦力外となった。

### ホワイトソックス傘下
2004年4月26日に、シカゴ・ホワイトソックスに移籍した。3Aのシャーロット・ナイツでプレーした。オフの10月15日にFAとなった。

### レンジャース時代
2004年11月16日にテキサス・レンジャーズとマイナー契約を結んだ。
2005年はメジャーでは8試合に出場しただけで、6月12日にレンジャーズから解雇された。シーズン終了まで浪人生活を送った。

### ツインズ傘下時代
2005年12月25日にミネソタ・ツインズとマイナー契約を結んだ。
2006年はツインズでプレーした。オフの10月15日にFAとなった。

### タイガース傘下時代
2007年3月2日にデトロイト・タイガースと契約を結んだ。2Aと3Aでプレーした。オフの10月29日にFAとなった。

### カブス傘下時代
2007年11月20日にシカゴ・カブスと契約を結んだ。
2008年は、3Aのアイオワ・カブスでプレーした。118試合に出場し、打率306、11本塁打の好成績を収めた。オフの11月3日にFAとなった。

### ジャイアンツ時代
2009年1月9日にサンフランシスコ・ジャイアンツとマイナー契約を結んだ。4シーズンぶりのメジャー昇格を果たし、打撃も好調だった。
2010年は正中堅手だったアーロン・ローワンドの故障により、32歳にして初めてレギュラーの座を掴んだ。外野守備ではDRS＋17、UZR＋22.0（リーグ1位）を記録した。9月に急性虫垂炎を発症して二週間離脱したが、プレーオフには間に合い、ワールドシリーズ第3戦ではコルビー・ルイスから本塁打を放った。
2011年は打率.221と低調だった。

### メッツ時代
2011年12月7日にラモン・ラミレスと共に、アンヘル・パガンとのトレードでニューヨーク・メッツに移籍した。
2012年は4月5日の開幕戦でふくらはぎを痛めて早々と故障者リストするなど出だしからつまずき、前年と同様に低調な成績に終わった。シーズン終了後の11月30日にノンテンダーFAとなった。

### ジャイアンツ復帰
2012年12月13日に1年200万ドルの契約でサンフランシスコ・ジャイアンツに復帰した。
2013年11月2日にFAとなった。

## 年度別打撃成績
| 年 度     | 球 団     | 試 合 | 打 席 | 打 数 | 得 点 | 安 打 | 二 塁 打 | 三 塁 打 | 本 塁 打 | 塁 打 | 打 点 | 盗 塁 | 盗 塁 死 | 犠 打 | 犠 飛 | 四 球 | 敬 遠 | 死 球 | 三 振 | 併 殺 打 | 打 率 | 出 塁 率 | 長 打 率 | O P S |
| --------- | --------- | ----- | ----- | ----- | ----- | ----- | -------- | -------- | -------- | ----- | ----- | ----- | -------- | ----- | ----- | ----- | ----- | ----- | ----- | -------- | ----- | -------- | -------- | ----- |
| 2002      | KC        | 19    | 79    | 70    | 7     | 14    | 1        | 1        | 0        | 17    | 3     | 2     | 2        | 0     | 2     | 6     | 0     | 1     | 16    | 2        | .200  | .266     | .243     | .509  |
| 2003      | KC        | 59    | 185   | 168   | 23    | 37    | 4        | 3        | 1        | 50    | 9     | 5     | 5        | 6     | 1     | 10    | 0     | 0     | 35    | 5        | .220  | .263     | .298     | .560  |
| 2004      | KC        | 3     | 0     | 0     | 1     | 0     | 0        | 0        | 0        | 0     | 0     | 1     | 0        | 0     | 0     | 0     | 0     | 0     | 0     | 0        | ----  | ----     | ----     | ----  |
| 2005      | TEX       | 8     | 21    | 19    | 2     | 3     | 1        | 0        | 0        | 4     | 1     | 1     | 0        | 0     | 1     | 1     | 0     | 0     | 6     | 0        | .158  | .190     | .211     | .401  |
| 2009      | SF        | 75    | 170   | 152   | 30    | 41    | 6        | 8        | 6        | 81    | 23    | 6     | 1        | 1     | 0     | 16    | 0     | 1     | 45    | 0        | .270  | .343     | .533     | .876  |
| 2010      | SF        | 139   | 570   | 507   | 84    | 136   | 43       | 8        | 16       | 243   | 63    | 26    | 7        | 5     | 0     | 56    | 2     | 2     | 128   | 10       | .268  | .343     | .479     | .823  |
| 2011      | SF        | 112   | 398   | 348   | 50    | 77    | 24       | 1        | 4        | 115   | 19    | 19    | 6        | 4     | 0     | 42    | 0     | 4     | 95    | 3        | .221  | .312     | .330     | .643  |
| 2012      | NYM       | 132   | 434   | 374   | 47    | 86    | 17       | 7        | 3        | 126   | 35    | 13    | 5        | 1     | 2     | 52    | 2     | 3     | 90    | 9        | .230  | .327     | .337     | .664  |
| 2013      | SF        | 103   | 300   | 272   | 33    | 68    | 17       | 1        | 2        | 93    | 21    | 4     | 3        | 2     | 4     | 22    | 1     | 0     | 61    | 7        | .250  | .302     | .342     | .644  |
| 通算：9年 | 通算：9年 | 650   | 2157  | 1910  | 277   | 462   | 113      | 29       | 32       | 729   | 174   | 77    | 29       | 19    | 10    | 205   | 5     | 11    | 476   | 36       | .242  | .317     | .382     | .699  |

- 2013年度シーズン終了時